# Юньнань (кліка)
Юньнань або Юньнанська кліка (кит.: 滇系;пін. Diān Xì;акад.Дя́нь Сі̀) - китайська "кліка" що існувала в І половині ХХ сторіччя, після розпаду Китайської Імперії,одна з кількох ворожих один одному клік або фракцій, що відокремилися від Бейянського уряду в епоху мілітаристів Китайської Республіки.Його було названо на честь провінції Юньнань.

## Історія

### Заснування
Юньнань був заснований Цай Е, коли він на прохання Лян Цічао проголосив незалежність від монархії Юань Шикая в 1915 році.
Цай помер природною смертю незабаром після успішної війни за захист країни.
Його старший лейтенант Тан Цзяо захопив Юньнань і вимагав відновлення Національних зборів . Коли це було зроблено, Юньнань офіційно возз'єднався з національним урядом, але зберіг свою провінційну армію окремо.
Після другого розпуску Національної асамблеї, фіаско Маньчжурської реставрації та повного домінування генералів Бейяну в центральному уряді, Юньнань приєднався до кількох інших південних провінцій у формуванні конкуруючого уряду в Гуанчжоу під час Руху за захист Конституції .Тан Цзяо був обраний одним із семи керівників правлячого комітету. Всередині комітету точилася боротьба за владу між прихильниками Сунь Ятсена та клікою Старого Гуансі . Тан став на бік Суня і допоміг у вигнанні керівників Гуансі. У 1927 році Лун Юнь захопив контроль над клікою.

Печатка уряду провінції Юньнань з 1911 по 1949 рік.

### Занепад Кліки
Після захоплення влади Лун Юнем настав недовгий період стабільності але у 1940 роках Лун Юнь вступив до лав Гоміндану і Юньнань перейшов під контроль Китайської республіки.

## Міжнародні відносини
Через близькість до Французького Індокитаю основне постачання зброї Юньнань було із Франції. Юньнань намагався купити літаки у британців, але отримав відмову через угоду про ембарго на поставки зброї. Тан також придбав для свого арсеналу німецькі машини, токарні верстати та інструменти для планування, але вирішив не йти далі. У 1920 році Тан купив у французьких купців 7000 гвинтівок і 20 кулеметів.

## Повітряні сили
У жовтні 1922 фірма Poinsard et Veyret, що базувалася в Тонкіні, продала Тану шість літаків Bréguet 14, і 12 студентів із Юньнані поїхали в Тонкін, щоб пройти льотну підготовку.

## Лідери
1. Цай Е - 1915 - 1916
2. Тан Цзяо - 1916 - 1927
3. Лун Юнь - 1927 - 1940

## Галерея

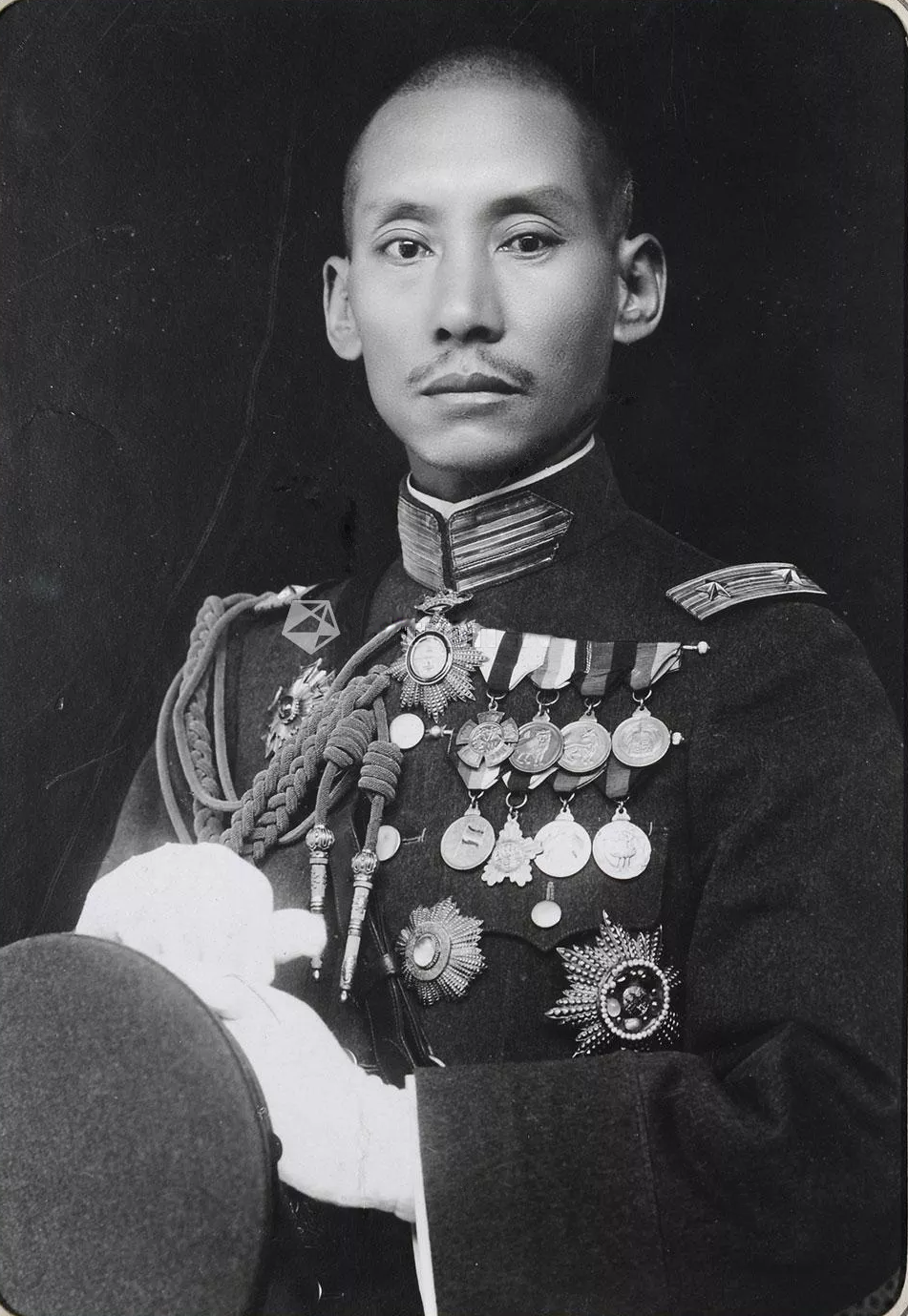
Лун Юнь
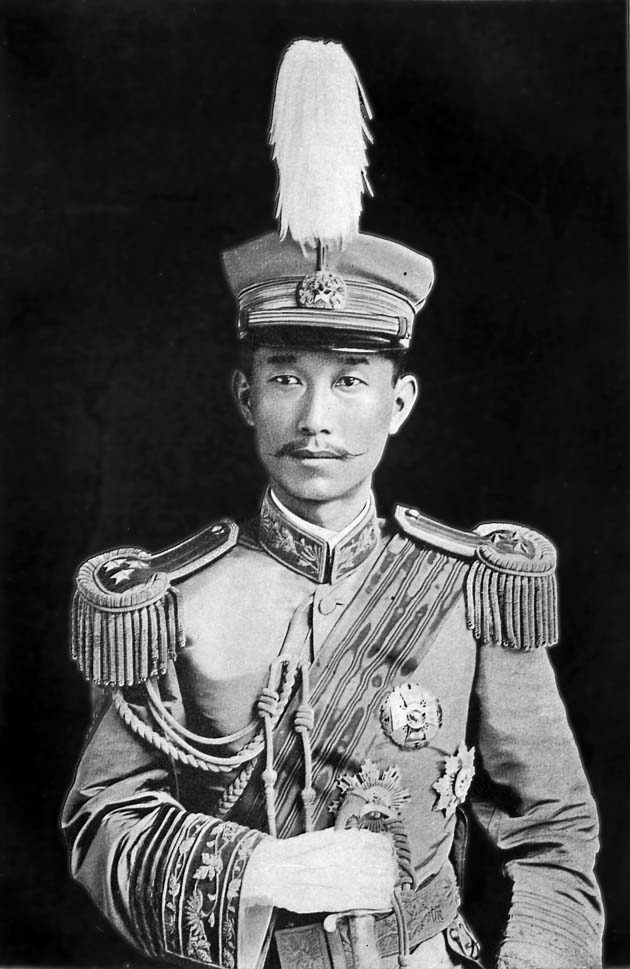
Цай Е
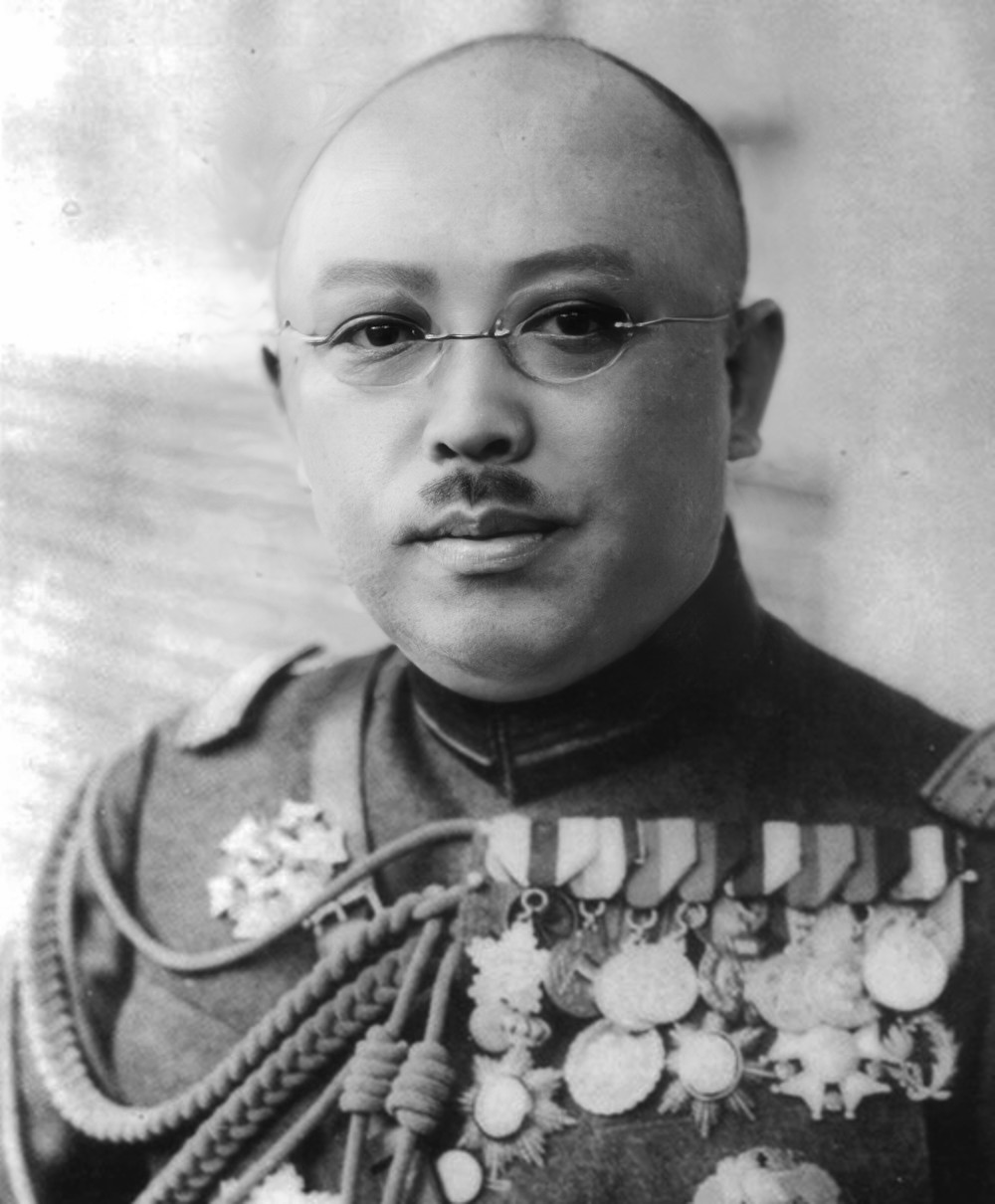
Тан Цзяо